# Eternal (Girlgroup)
Eternal war eine britische Contemporary-R&B-Girlgroup aus London, die 1992 gegründet wurde.
Die Band bestand aus den Geschwistern Easther und Vernie Bennett, Kéllé Bryan und Louise Redknapp, die zu einer der erfolgreichsten britischen Girlgroups aller Zeiten im In- und Ausland wurden.
Die Band brachte 15 Top-20-Hits im Vereinigten Königreich zwischen 1993 und 1999 hervor; der erste war Stay, der auch in den Vereinigten Staaten zu einem Top-20-Hit wurde. Weltweit verkauften sie insgesamt über zehn Millionen Tonträger.

## Geschichte
Eternal wurde 1992 vom Musikmanager Denis Ingoldsby von First Avenue Records gegründet. Die Gruppe wurde 1993 bei EMI Records unter Vertrag genommen.
Sie startete im September 1993 mit ihrer Debütsingle Stay in die Musikszene. Die Single war ein Erfolg auf beiden Seiten des Atlantiks mit Platz vier im Vereinigten Königreich und 19 in den Vereinigten Staaten. Ihr Debütalbum Always & Forever folgte am 29. November 1993 und erreichte Platz zwei. Im Vereinigten Königreich wurde es über eine Million Mal verkauft und machte Eternal zur ersten Girlband, die diese Grenze überwand. Es war das viertbestverkaufte Album 1994 und enthielt sechs Top-15-Singles inklusive Oh Baby I, einem Top-5-Hit, der im Oktober 1994 veröffentlicht wurde.
Eternals Erfolg wurde schnell bemerkt. Sie wurden von der Zeitschrift Smash Hits zur besten Gruppe 1993 gewählt und 1995 in fünf Kategorien für BRIT Awards nominiert, darunter Always & Forever als bestes Album.
Im Juni 1995 verließ Louise die Band, um eine Solokarriere zu beginnen, mitten in der Kontroverse, dass sie das einzige weiße Mitglied des Quartetts sei. Es wurde spekuliert, das Management der Gruppe wollte, dass Louise die Gruppe verlässt, um die Chancen Eternals auf Erfolg in den USA zu steigern; dies wurde aber bestritten. Louise gab bekannt, dass sie eine Solokarriere beginnen wollte und den Vertrag dafür bei EMI schon sechs Monate vor ihrer offiziellen Trennung von der Gruppe unterzeichnet hätte. Sie hatte danach auch selbst beträchtlichen Erfolg.
Eternal kehrte als Trio ins Aufnahmestudio zurück, wo man das zweite Album Power of a Woman aufnahm, das am 5. November 1995 herauskam. Die LP erreichte Platz 6 im Vereinigten Königreich und enthielt vier Top-10-Hits, unter anderem I Am Blessed und The Power of a Woman.
Die Band war sehr populär in Japan, wo das Lied Who Are You? in einem weltweit ausgestrahlten Toyota-Werbespot benutzt wurde und Platz eins in den japanischen Singlecharts erreichte.
Im März 1996 veröffentlichte Eternal den Titelsong Someday zu Walt Disneys Der Glöckner von Notre Dame. Eternals Version erschien in den USA nicht auf dem Soundtrack; dort wurde das Lied von All-4-One eingespielt.
Someday war die erste Veröffentlichung aus Eternals drittem Studioalbum Before the Rain, das am 17. März 1997 herauskam und Rang drei in den britischen Albumcharts erreichte. Es enthielt auch den ersten und einzigen Nummer-eins-Hit, I Wanna Be the Only One, eine Zusammenarbeit mit BeBe Winans. Das Lied wurde für den BRIT Award, MOBO Award und Capital FM Award als beste Single nominiert und gewann die beiden letztgenannten Preise, verlor aber bei den BRIT Awards gegen Never Ever von den All Saints. I Wanna Be the Only One war auch das drittmeistgespielte Lied 1997 im britischen Radio.
Am 26. Oktober 1997 veröffentlichten Eternal ihre Greatest-Hits-Kompilation. Sie beinhaltete ihre 14 aufeinanderfolgenden Top-15-Hits, was zu der Zeit für eine weibliche Gruppe aus dem Vereinigten Königreich ein Rekord war. Sie erreichte Platz zwei und wurde fast eine Million Mal im Vereinigten Königreich verkauft. Es war das neuntbestverkaufte Album 1997 und das erfolgreichste Greatest-Hits-Album in dem Jahr. Es enthielt das Lied Angel of Mine, die einzige neue Singleauskopplung aus diesem Album, die auch die letzte Top-10-Single der Gruppe sein sollte. Das Cover dieses Liedes von Monica wurde 1999 zu einem Nummer-eins-Hit in den USA.
1998 wurde Kéllé Bryan aus der Band gefeuert. Sie wurde von Easther und Vernie in einem Brief ihres Agenten aufgefordert, die Gruppe zu verlassen. Als Begründung wurde ein Zusammenbruch der professionellen Beziehungen zwischen den Schwestern und Kéllé angegeben.
Easther und Vernie warben ein Ersatzmitglied namens TJ an, die nach einem kurzen Aufenthalt in der Gruppe diese wieder verließ. Die Bennett-Schwestern entschieden, die Gruppe als Duo fortzuführen und veröffentlichten What’cha Gonna Do im Oktober 1999. Die Single erreichte Platz 16, ihre niedrigste Chartposition seit 1993. Einen Monat vorher platzierte sich Kéllé Bryans erste (und einzige) Single Higher Than Heaven zwei Plätze höher.
Nach What’cha Gonna Do veröffentlichten Easther und Vernie ihr viertes Album Eternal, das lediglich Rang 87 erreichte. Einige Kritiker meinten, es hätte das erste Nummer-eins-Album werden können, wenn sie mehr Werbung gemacht hätten. Eine zweite Single namens Treat Me Like a Lady war geplant, aber EMI entschied sich gegen weitere Auskopplungen und trennte sich von Eternal. Über die zweite Singleveröffentlichung gab es verschiedene Mutmaßungen. In Spanien wurde I Cry Real Tears veröffentlicht, aber bei Children in Need 1999 sangen die Schwestern If She Breaks Your Heart.
2006 fand beinahe eine Wiedervereinigung statt, als eine Tour mit einer Reihe von R&B-Künstlern geplant wurde. Die Liste enthielt außer Eternal noch Mark Morrison, Dina Carroll, Boyz II Men und En Vogue. Der Vorverkauf für die auf zehn Konzerte angelegte Tour begann am 31. März 2006. Sie sollte im Oktober 2006 stattfinden, wurde aber wegen schlechter Ticketverkaufszahlen nach nur einer Woche abgesagt. Die Wiedervereinigung hätte nur Easther Bennett und Kéllé Bryan eingeschlossen, da Vernie Bennett wegen ihrer Schwangerschaft nicht hätte teilnehmen können.
Im August 2007 wurde ein Remixalbum namens The Remixes bei HMV und iTunes zum Download bereitgestellt. Eine Wiedervereinigung der Gruppe war auch in den folgenden Jahren immer wieder im Gespräch, jedoch konnte diese erst Ende 2013 für die britische Fernsehsendung The Big Reunion – ohne Louise Redknapp – finalisiert werden.

## Solokarrieren

### Louise Redknapp
Louise war das erste Bandmitglied, das die Band für eine Solokarriere verließ. Sie erreichte eine Reihe von Top-10-Singles und machte zwei Touren im Vereinigten Königreich von 1995 bis 2003. Sie heiratete 1998 den Fußballspieler Jamie Redknapp und moderierte mehrere Fernsehshows wie SMTV Live, CD:UK und The Clothes Show. Sie äußerte den Wunsch, zu ihrer Solokarriere zurückzukehren. In einem Interview sagte sie, sie hätte seit Jahren weder mit Easther noch mit Vernie Bennett gesprochen, sähe aber Kéllé Bryan gelegentlich.

### Kéllé Bryan
Als Sängerin hatte Kéllé Bryan nur kleineren Erfolg nach dem Weggang von Eternal mit der Single Higher Than Heaven im Oktober 1999, die Platz 14 erreichte. Ihr Soloalbum Breakfast in Bed wurde nie veröffentlicht. Eine zweite Single namens I Wanna Know wurde mangels Medieninteresse abgesagt. Bryan hatte auch gesundheitliche Probleme, seit sie an Lupus erkrankt ist. Sie versuchte auch eine Moderatorenkarriere. Vor 2002 präsentierte sie The N List auf Nickelodeon mit Dave Berry und moderierte 2007 das Telefonquiz Glitterball auf ITV.
Bryan nahm an Celebrity Love Island auf ITV teil, konnte aber nicht gewinnen. Sie spielte auch in drei traditionellen Weihnachtsaufführungen mit. 2006 und 2007 spielte sie Cinderella, 2008 in Aladdin Prinzessin Jasmin in Rickmansworth.

### Easther Bennett
Easther Bennett nahm zusammen mit Aswad ein Cover von Diana Kings Lied Shy Guy auf, das als Cool Summer Reggae 2002 veröffentlicht wurde. Es erreichte lediglich Platz 62. Im selben Jahr sorgte Easther für den Background bei Girls Alouds Coverversion von Stay Another Day, der B-Seite für ihren Nummer-eins-Hit Sound of the Underground.
Sie nahm zwei Lieder auf, die auf Kompilationen erschienen. Eines davon war ein Cover von We Are Family für den Soundtrack zum Film Tooth, das im Abspann erschien. 2005 schrieb sie ein Lied namens Offence, das auf Mel B.s Album L.A. State of Mind erscheinen sollte, es dann aber doch nicht tat.

### Vernie Bennett
Easthers Schwester Vernie zog sich nach der Trennung von Eternal aus dem Geschäft zurück. Sie studierte Rechtswissenschaften und bekam 2006 ihr erstes Kind.

## Diskografie

### Studioalben
| Jahr | Titel            | Höchstplatzierung, Gesamtwochen, AuszeichnungChartplatzierungen (Jahr, Titel, Platzierungen, Wochen, Auszeichnungen, Anmerkungen) | Höchstplatzierung, Gesamtwochen, AuszeichnungChartplatzierungen (Jahr, Titel, Platzierungen, Wochen, Auszeichnungen, Anmerkungen) | Höchstplatzierung, Gesamtwochen, AuszeichnungChartplatzierungen (Jahr, Titel, Platzierungen, Wochen, Auszeichnungen, Anmerkungen) | Höchstplatzierung, Gesamtwochen, AuszeichnungChartplatzierungen (Jahr, Titel, Platzierungen, Wochen, Auszeichnungen, Anmerkungen) | Höchstplatzierung, Gesamtwochen, AuszeichnungChartplatzierungen (Jahr, Titel, Platzierungen, Wochen, Auszeichnungen, Anmerkungen) | Anmerkungen                             |
| Jahr | Titel            | DE | AT | CH | UK | US | Anmerkungen                             |
| ---- | ---------------- | --- | --- | --- | --- | --- | --------------------------------------- |
| 1993 | Always & Forever | DE85 (5 Wo.)DE | — | — | UK2 ×4Vierfachplatin · (80 Wo.)UK                                                                                                 | — | Erstveröffentlichung: 29. November 1993 |
| 1995 | Power of a Woman | — | — | — | UK6 ×2Doppelplatin · (38 Wo.)UK                                                                                                   | — | Erstveröffentlichung: 30. Oktober 1995  |
| 1997 | Before the Rain  | DE50 (11 Wo.)DE | AT10 (16 Wo.)AT | CH21 (20 Wo.)CH | UK3 Platin · (37 Wo.)UK | — | Erstveröffentlichung: 17. März 1997     |
| 1999 | Eternal          | — | — | — | UK87 (1 Wo.)UK | — | Erstveröffentlichung: 8. November 1999  |

### Kompilationen
| Jahr | Titel                    | Höchstplatzierung, Gesamtwochen, AuszeichnungChartplatzierungen (Jahr, Titel, Platzierungen, Wochen, Auszeichnungen, Anmerkungen) | Höchstplatzierung, Gesamtwochen, AuszeichnungChartplatzierungen (Jahr, Titel, Platzierungen, Wochen, Auszeichnungen, Anmerkungen) | Höchstplatzierung, Gesamtwochen, AuszeichnungChartplatzierungen (Jahr, Titel, Platzierungen, Wochen, Auszeichnungen, Anmerkungen) | Höchstplatzierung, Gesamtwochen, AuszeichnungChartplatzierungen (Jahr, Titel, Platzierungen, Wochen, Auszeichnungen, Anmerkungen) | Höchstplatzierung, Gesamtwochen, AuszeichnungChartplatzierungen (Jahr, Titel, Platzierungen, Wochen, Auszeichnungen, Anmerkungen) | Anmerkungen                            |
| Jahr | Titel                    | DE | AT | CH | UK | US | Anmerkungen                            |
| ---- | ------------------------ | --- | --- | --- | --- | --- | -------------------------------------- |
| 1995 | Platinum Celebration     | DE43 (9 Wo.)DE | — | — | — | — | Erstveröffentlichung: März 1995        |
| 1997 | Greatest Hits / The Best | DE47 (8 Wo.)DE | — | CH21 (11 Wo.)CH | UK2 ×3Dreifachplatin · (31 Wo.)UK                                                                                                 | — | Erstveröffentlichung: 20. Oktober 1997 |

### Singles
| Jahr | Titel Album                              | Höchstplatzierung, Gesamtwochen, AuszeichnungChartplatzierungen (Jahr, Titel, Album, Platzierungen, Wochen, Auszeichnungen, Anmerkungen) | Höchstplatzierung, Gesamtwochen, AuszeichnungChartplatzierungen (Jahr, Titel, Album, Platzierungen, Wochen, Auszeichnungen, Anmerkungen) | Höchstplatzierung, Gesamtwochen, AuszeichnungChartplatzierungen (Jahr, Titel, Album, Platzierungen, Wochen, Auszeichnungen, Anmerkungen) | Höchstplatzierung, Gesamtwochen, AuszeichnungChartplatzierungen (Jahr, Titel, Album, Platzierungen, Wochen, Auszeichnungen, Anmerkungen) | Höchstplatzierung, Gesamtwochen, AuszeichnungChartplatzierungen (Jahr, Titel, Album, Platzierungen, Wochen, Auszeichnungen, Anmerkungen) | Anmerkungen                                          |
| Jahr | Titel Album                              | DE | AT | CH | UK | US | Anmerkungen                                          |
| ---- | ---------------------------------------- | --- | --- | --- | --- | --- | ---------------------------------------------------- |
| 1993 | Stay Always & Forever                    | DE79 (9 Wo.)DE | — | — | UK4 (9 Wo.)UK | US19 (20 Wo.)US | Erstveröffentlichung: 20. September 1993             |
| 1994 | Save Our Love Always & Forever           | DE86 (6 Wo.)DE | — | — | UK8 (7 Wo.)UK | — | Erstveröffentlichung: 3. Januar 1994                 |
| 1994 | Just a Step from Heaven Always & Forever | DE—DE | — | — | UK8 (11 Wo.)UK | — | Erstveröffentlichung: 18. April 1994                 |
| 1994 | So Good Always & Forever                 | — | — | — | UK13 (8 Wo.)UK | — | Erstveröffentlichung: 8. August 1994                 |
| 1994 | Oh Baby I... Always & Forever            | — | — | — | UK4 Silber · (15 Wo.)UK | — | Erstveröffentlichung: 24. Oktober 1994               |
| 1994 | Crazy Always & Forever                   | — | — | — | UK15 (8 Wo.)UK | — | Erstveröffentlichung: 12. Dezember 1994              |
| 1995 | Power of a Woman                         | — | — | — | UK5 (8 Wo.)UK | — | Erstveröffentlichung: 9. Oktober 1995                |
| 1995 | I Am Blessed Power of a Woman            | — | — | — | UK7 Silber · (12 Wo.)UK | — | Erstveröffentlichung: 27. November 1995              |
| 1996 | Good Thing Power of a Woman              | — | — | — | UK8 (8 Wo.)UK | — | Erstveröffentlichung: 26. Februar 1996               |
| 1996 | Someday Before the Rain                  | DE92 (3 Wo.)DE | — | — | UK4 (12 Wo.)UK | — | Erstveröffentlichung: 5. August 1996                 |
| 1996 | Secrets Power of a Woman                 | — | — | — | UK9 (11 Wo.)UK | — | Erstveröffentlichung: 25. November 1996              |
| 1997 | Don’t You Love Me Before the Rain        | — | — | — | UK3 (7 Wo.)UK | — | Erstveröffentlichung: 24. Februar 1997               |
| 1997 | I Wanna Be the Only One Before the Rain  | DE14 (22 Wo.)DE | AT6 (13 Wo.)AT | CH7 (31 Wo.)CH | UK1 Platin · (15 Wo.)UK | — | Erstveröffentlichung: 19. Mai 1997 feat. BeBe Winans |
| 1997 | Angel of Mine Greatest Hits              | DE85 (5 Wo.)DE | — | CH44 (3 Wo.)CH | UK4 Silber · (13 Wo.)UK | — | Erstveröffentlichung: 29. September 1997             |
| 1999 | What’cha Gonna Do Eternal                | DE84 (8 Wo.)DE | — | — | UK16 (4 Wo.)UK | — | Erstveröffentlichung: 18. Oktober 1999               |

Weitere Singles
- 1994: Sweet Funky Thing
- 1995: Who Are You
- 1997: Finally
- 1997: Think About Me

Videoalben
- 1994: Always And Forever (UK: Platin)

## Tourneen
- 1994: Always and Forever Tour
- 1995: Good Thing Tour
- 1997: Before the Rain Tour

## Auszeichnungen für Musikverkäufe
| Goldene Schallplatte - Australien - 1994: für die Single Stay - 1996: für die Single Power of a Woman - 1998: für die Single I Wanna Be the Only One - Belgien - 1997: für die Single I Wanna Be the Only One - Frankreich - 1997: für die Single I Wanna Be the Only One - 1998: für das Album Greatest Hits / The Best - Irland - 2013: für das Album Always & Forever - Japan - 1997: für das Album Before the Rain - 1998: für das Album Greatest Hits / The Best - Niederlande - 1995: für das Album Always & Forever - 1997: für das Album Before the Rain - 1999: für das Album Greatest Hits / The Best - Norwegen - 1998: für die Single Angel of Mine - Schweden - 1997: für die Single I Wanna Be the Only One - Spanien - 1999: für das Album Eternal | Platin-Schallplatte - Europa - 1995: für das Album Always & Forever - 1998: für das Album Greatest Hits / The Best - Neuseeland - 1997: für die Single I Wanna Be the Only One - 1998: für das Album Greatest Hits / The Best - Niederlande - 1997: für die Single I Wanna Be the Only One - Norwegen - 1997: für die Single I Wanna Be the Only One - 1998: für das Album Greatest Hits / The Best 3× Platin-Schallplatte - Spanien - 1998: für das Album The Best |

Anmerkung: Auszeichnungen in Ländern aus den Charttabellen bzw. Chartboxen sind in ebendiesen zu finden.
| Land/RegionAuszeichnungen für Musikverkäufe (Land/Region, Auszeichnungen, Verkäufe, Quellen) | Silber     | Gold       | Platin       | Verkäufe    | Quellen                   |
| -------------------------------------------------------------------------------------------- | ---------- | ---------- | ------------ | ----------- | ------------------------- |
| Australien (ARIA)                                                                            | —          | 3× Gold3   | —            | 105.000     | aria.com.au               |
| Belgien (BRMA)                                                                               | —          | Gold1      | —            | 25.000      | ultratop.be               |
| Europa (IFPI)                                                                                | —          | —          | 2× Platin2   | (2.000.000) | ifpi.org                  |
| Frankreich (SNEP)                                                                            | —          | 2× Gold2   | —            | 350.000     | snepmusique.com           |
| Irland (IRMA)                                                                                | —          | Gold1      | —            | 7.500       | irishcharts.ie            |
| Japan (RIAJ)                                                                                 | —          | 2× Gold2   | —            | 200.000     | riaj.or.jp                |
| Neuseeland (RMNZ)                                                                            | —          | —          | 2× Platin2   | 25.000      | aotearoamusiccharts.co.nz |
| Niederlande (NVPI)                                                                           | —          | 2× Gold2   | Platin1      | 175.000     | nvpi.nl                   |
| Norwegen (IFPI)                                                                              | —          | Gold1      | 2× Platin2   | 80.000      | ifpi.no                   |
| Schweden (IFPI)                                                                              | —          | Gold1      | —            | 15.000      | sverigetopplistan.se      |
| Spanien (Promusicae)                                                                         | —          | Gold1      | 3× Platin3   | 350.000     | elportaldemusica.es       |
| Vereinigtes Königreich (BPI)                                                                 | 3× Silber3 | —          | 12× Platin12 | 4.250.000   | bpi.co.uk                 |
| Insgesamt                                                                                    | 3× Silber3 | 14× Gold14 | 22× Platin22 |             |                           |